# 10078 Stanthorpe
10078 Stanthorpe este un asteroid din centura principală de asteroizi.

## Descriere
10078 Stanthorpe este un asteroid din centura principală de asteroizi. A fost descoperit pe 30 octombrie 1989 la Geisei de Tsutomu Seki. Asteroidul prezintă o orbită caracterizată de o semiaxă mare de 2,56 ua, o excentricitate de 0,18 și o înclinație de 13,1° în raport cu ecliptica.